# Liste der Bischöfe von Ardagh

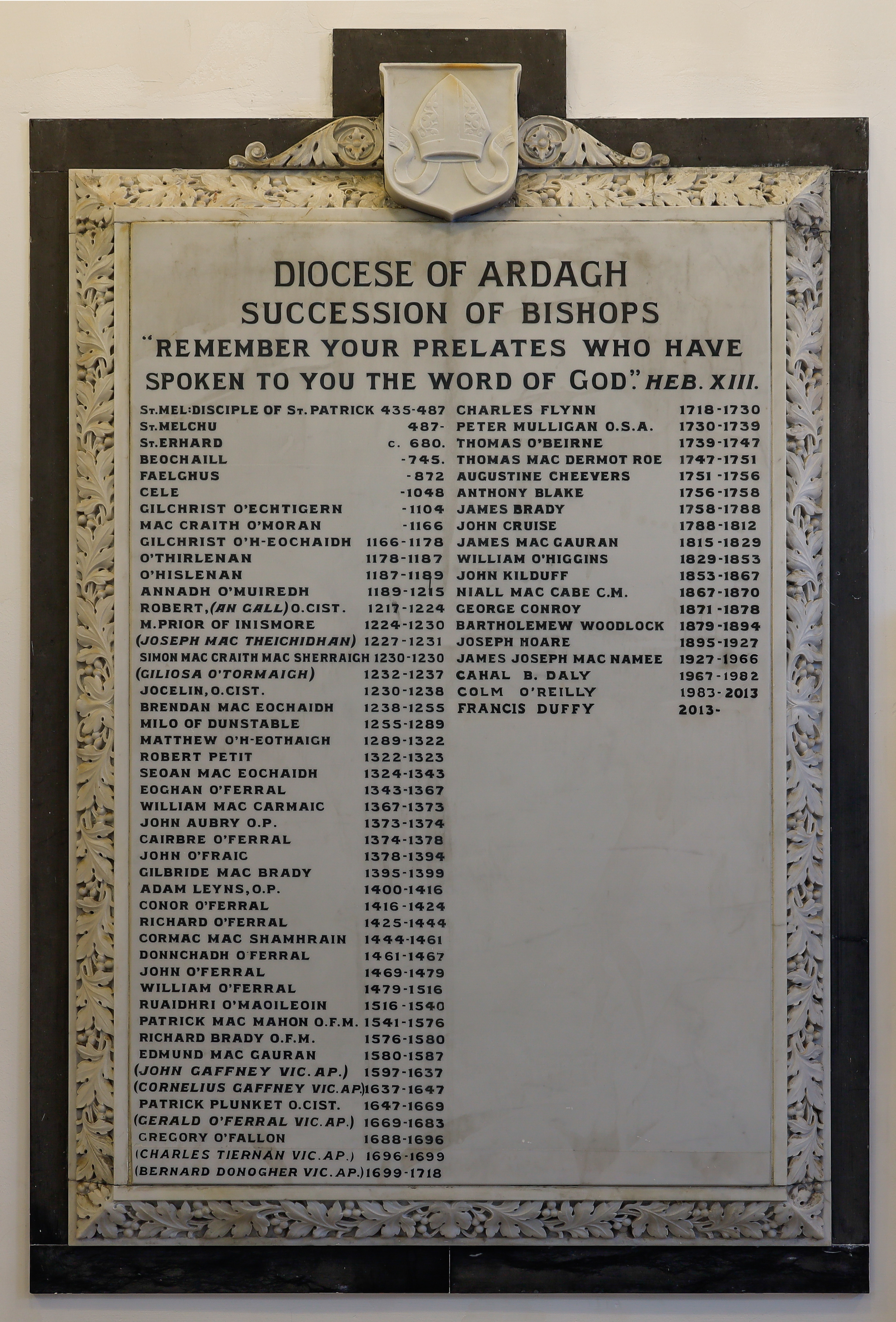
Die in der Kathedrale zu Longford aushängende Liste der Bischöfe von Ardagh

Die folgenden Personen waren Bischöfe von Ardagh (Irland):
- 454 Mel
- ca. 670 Erard
- 874 Faelghus
- 1048 Cele
- 1152–1166 Mac Raith ua Morain, † 1168
- 1172–1178 Gilla Crist Ua hEothaig [Christianus]
- 1187 O’Tirlenain
- ua hEislinnen, † 1188
- Annud O Muiredaig [Adam], † 1216
- 1217–1224 Robert OCist
- 1224–1229 Simon Magraith [MacBath oder MacGeoffrey]
- 1228–1230 Joseph mac Teichthechain [Joseph Mac Eódaig ('Magoday')]
- 1229–1230 Mac Raith Mac Serraig
- um 1230 Thomas
- 1232–1237 Gilla Isu mac in Scelaige O Tormaid [Gelasius]
- 1232–1237 Iocelinus OCist
- 1238–1252 Brendan Mac Teichthechain [Brendán Mac Eódaig ('Magoday')]
- 1256–1288 Milo von Dunstable
- 1290–1322 Matha O’hEothaig [Matthäus]
- 1323 Robert Wirsop OESA (danach Bischof von Connor)
- 1324–1343 Seoan Mac Eoaigh [John Magee]
- 1347–1367 Eoghan O Ferghail [Audovenus, Owen O’Ferral, Maolsheachlainn]
- 1368–1373 Uilliam Mac Carmaic [William MacCarmaic]
- 1373–1378 Cairbre O’Ferghail [Karl O’Ferrall]
- 1373 John Aubrey OP
- 1392 Henry Nony OP
- 1396–1400 Comedinus Mac Bradaigh [Gilbert MacBrady]
- 1400–1416 Adam Leyns OP
- 1419–1423 Conchobar O’Ferghail [Cornelius O’Ferrall]
- 1425–1444 Risdeard O’Ferghail OCist [Richard O’Ferrall]
- 1444–1445 O’Murtry [Mac Muircheartaigh] (keine Weihe)
- 1445–1462 Cormac Mac Shamhradhain OSA
- 1462 Seaan O’Ferghail [John O’Ferrall]
- 1467–1469 Donatus O’Ferghail
- 1469–1479 Seaan O’Ferghail (2. Mal)
- 1482–1516 Uilliam O’Ferghail OCist [William O’Ferrall]
- 1517–1540 Ruaidhrí Ó Máel Eóin [Ruaidri O’Maoileoin, Rory O’Mallone, Roger O Melleine]
- Patrick MacMahon OFM (1541–ca. 1572)
- Richard Brady OFM (1576–1580) (danach Bischof von Kilmore)
- Edmund MacGauran (Magauran) (1581–1587) (danach Erzbischof von Armagh)
- Sedisvakanz (1580–1622)
  - 1622–ca. 1637 	John Gaffney (Apostolischer Vikar)
  - 1637 Cornelius Gaffney (Apostolischer Vikar)
- Patrick Plunkett OCist (1647–1669) (danach Bischof von Meath)
  - 1669–1683 Gerard Farrell (Apostolischer Vikar)
  - 1688 	Gregory Fallon (Apostolischer Administrator) (auch Bischof von Clonmacnoise)
  - 1696 	Charles Tiernan (Apostolischer Vikar)
  - 1699 	Bernard Donogher (Apostolischer Vikar)
  - 1709–1711 Ambrose O’Conor (Apostolischer Vikar)
- Thomas Flynn (1718–1730)
- Peter Mulligan OSA (1732–1739)
- Thomas O’Beirne (1739–1747)
- Thomas MacDermot Roe (1747–1751)
- Augustine Cheevers OSA (7151–1756) (danach Bischof von Meath)
- Anthony Blake (1756–1758) (danach Erzbischof von Armagh)
- James Brady (1758–1788)
- John Cruise (1788–1812)
- James Magauran (1815–1829)
- William O’Higgins (1829–1853)
- John Kilduff (1853–1867)
- Neale MacCabe CM (1867–1870)
- George Michael Conroy (1871–1878)
- Bartholomew Woodlock (1879–1895)
- Joseph Hoare (1895–1927)
- James Joseph MacNamee (1927–1966)
- Cahal Daly (1967–1982)
- Colm O’Reilly (1983–2013)
- Francis Duffy (2013–2021)
- Paul Connell (seit 2023)